# Intermaxilláris varrat

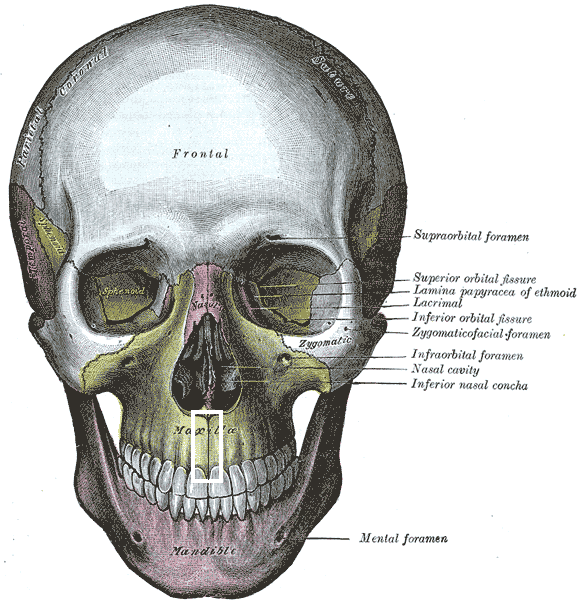
A koponya (cranium) szemből (a fehér téglalap jelöli a varratot. A varratot jelölő fekete vonal csak segédvonal)

Az intermaxilláris varrat (sutura intermaxillaris) egy apró varrat a felső állcsont (maxilla) közepén szemből nézve. Egy vonalban van az első két középső metszőfogat elválasztó vonallal. Hossza 1,5 cm körül van.